# پرند (سرده)
پرند یا پیارَند سرده‌ای از گیاهان از خانوادهٔ هفت‌بندان هستند که چیزی در حدود پنج گونهٔ آنها در آسیای باختری، از جمله ایران، یافت می‌شود.
برخی از گونه‌های پیارندها:
- پیارند میانرودانی (Pteropyrum naufelum)
- پیارند البرزی یا کوهی (Pteropyrum olivieri)
- پیارند دشتی (Pteropyrum aucheri)